# Gunten
Gunten ist eine Ortschaft in der Gemeinde Sigriswil im Schweizer Kanton Bern. Das Dorf liegt am Nordufer (Sonnseite) des Thunersees. Es ist auf dem Schwemmkegel des Guntenbachs gebaut. 
Gunten ist auf der Hauptstrasse von Interlaken Richtung Thun erreichbar und liegt zwischen den Dörfern Merligen und Oberhofen am Thunersee.
Dank seinem milden und ausgeglichenen Seeklima und einer Höhenlage von 565 m ü. M. ist Gunten ein Ferienort für das ganze Jahr. Von Gunten aus sieht man den Niesen, das Simmental und die Bergwelt des Berner Oberlandes.

## Geschichte

Luftbild aus 2000 m von Walter Mittelholzer (1919)

Gunten existierte bereits sehr früh, es hiess galloromanisch Cumbitta. 1239, also im Mittelalter, hiess es Gomptan. 1347 wurde die Weingegend Gunten von Sigriswiler Bürgern dem Grafen Eberhard von Kyburg für 300 Thuner Pfennige abgekauft. Bereits seit damals gehört der Ort Gunten also zur Gemeinde Sigriswil. 1870 erfolgte eine bessere Erschliessung Guntens durch die Seestrasse Thun–Interlaken; das war auch der Tourismus-Förderung dienlich.
Seit 1910 besteht das Parkhotel Gunten.

## Verkehr
1913 ging eine Strassenbahn in Betrieb, diese wiederum wurde 1952 durch den bis 1982 verkehrenden Trolleybus Thun–Beatenbucht ersetzt. Heute wird Gunten von der Autobuslinie 21 der Verkehrsbetriebe STI bedient.
Die Schiffländte Gunten (See) wird von der BLS Schifffahrt bedient.